# گریگوریفکا (شهرستان استرلیتاماکسکی، باشقیرستان)
گریگوریفکا (انگلیسی: Grigoryevka, Sterlitamaksky District, Republic of Bashkortostan) یک شهرک در شهرستان استرلیتاماکسکی استان باشقیرستان کشور روسیه است.